# Obernhagen
Obernhagen ist eine Ortschaft in der Gemeinde Marienheide im Oberbergischen Kreis, Nordrhein-Westfalen, Deutschland.

## Lage und Beschreibung
Der Ort liegt etwa 6,3 km vom Hauptort entfernt.

## Geschichte

### Erstnennung
Im Jahr 1474 wurde der Ort das erste Mal urkundlich erwähnt und zwar „Hannes Thoene op den Hagen wird mit anderen von Hz. Johann v. Kleve-Mark aus der onechtschap (= Knechtschaft) befreit“.
Die Schreibweise der Erstnennung war op den Hagen.